# کامپانیا
کامپانیا یکی از ناحیه‌ها در کشور ایتالیا واقع در قاره اروپا می‌باشد.

## جغرافیا
این منطقه در جنوب ایتالیا قرار دارد.
مساحت آن ۱۳٫۵۹۵ کیلومتر مربع است و دارای ۵٬۸۳۳٬۱۳۱ نفر جمعیت می‌باشد.
این ناحیه وسیعترین و پر جمعیت ترین ناحیه جنوب ایتالیا می باشد.
شهر ناپل مرکز این ناحیه به‌شمار می‌رود.

## تاریخ
به واسطه وجود شهر ناپل این ناحیه در تاریخ ایتالیا نقش مهمی داشته‌است.
در دوران حکومت امپراتوری روم این منطقه به عنوان یکی از مراکز فرهنگی این امپراتوری به‌شمار می‌رفت.
لغت کامپانیا ریشه لاتین دارد. رومی‌ها این منطقه را کامپانیا فلیکس به معنای سرزمین بارور می‌نامیدند.

## فرهنگ
جشنواره فیلم جیفونی بزرگترین و معتبرترین جشنواره فیلم و رویداد سینمایی کودکان و نوجوانان جهان در این ناحیه برگزار می‌شود.
دانشگاه فدریکو دوم یکی از بزرگترین و قدیمی‌ترین دانشگاه های ایتالیا در این ناحیه قرار دارد.
باشگاه فوتبال ناپولی بزرگترین تیم ورزشی آن است.
ناپل محل پیدایش غذاهای معروف ایتالیایی (اسپاگتی و پیتزا ) است.
مردم کامپانیا علاقه زیادی به شخصیت تاریخی کوروش دارند و مشاهده شده در چند سال اخیر بسیاری از خانواده های این شهر ، نام کوروش را به فرزندان خود می گذارند.

## اقتصاد
سبزیجات، فندق، زیتون، انگور و گوجه‌فرنگی از محصولات مهم کشاورزی این ناحیه هستند.
این ناحیه بزرگترین پرورش دهنده گاومیش در ایتالیا محسوب شده که از شیر آن برای تهیه پنیر موزارلا استفاده می شود.
بندر ناپل یکی از مهمترین بنادر ایتالیا و دریای مدیترانه میباشد. 
از جاذبه‌های گردشگری آن می‌توان به شهرهای باستانی پمپئی و هرکولانیوم ، آتشفشان وزوو ، جزیره کاپری ، تئاتر سن کارلو ، سواحل آفتابی و زیبای مدیترانه از جمله ساحل امالفی ، کاخ کاسرتا ، قلعه ماسکیو انجوینو و موزه ملی باستان شناسی ناپل را نام برد.